# 큰 기수
집합론에서 큰 기수(큰基數, 영어: large cardinal)는 집합론의 표준적인 공리계(선택 공리를 추가한 체르멜로-프렝켈 집합론)로는 그 존재를 증명할 수 없는 매우 큰 기수이다.

## 정의
큰 기수 공리는 명확히 정의되지 않는 용어이나, 대개 다음과 같은 성질을 만족시키는 공리 {\displaystyle A}를 큰 기수 공리로 여긴다.
- {\displaystyle A}는 "어떤 성질 {\displaystyle P}를 만족시키는 기수가 존재한다"의 꼴이다.
- {\displaystyle {\mathsf {ZFC}}\vdash \operatorname {Con} ({\mathsf {ZFC}})\implies \operatorname {Con} ({\mathsf {ZFC}}+\lnot A)}
  - 즉, 만약 ZFC가 일관적이라면, ZFC + "{\displaystyle P}를 만족시키는 기수의 부재" 역시 일관적이다.
- {\displaystyle {\mathsf {ZFC}}+A\vdash \operatorname {Con} ({\mathsf {ZFC}})}
  - ZFC + "{\displaystyle P}를 만족시키는 기수의 존재"는 ZFC의 일관성을 증명한다.

큰 기수는 큰 기수 공리에 의해 그 존재가 요구되는 기수이다.

## 성질
큰 기수 공리들은 대체로 무모순성 세기에 대하여 전순서를 이루는 것으로 보인다. 즉, 두 큰 기수 공리 {\displaystyle P_{1}}, {\displaystyle P_{2}}에 대하여, 다음 가운데 하나가 성립한다.
- {\displaystyle {\mathsf {ZFC}}\vdash \operatorname {Con} ({\mathsf {ZFC}}+A_{1})\iff \operatorname {Con} ({\mathsf {ZFC}}+A_{2})}
- {\displaystyle {\mathsf {ZFC}}+A_{1}\vdash \operatorname {Con} ({\mathsf {ZFC}}+A_{2})}
- {\displaystyle {\mathsf {ZFC}}+A_{2}\vdash \operatorname {Con} ({\mathsf {ZFC}}+A_{1})}

이는 메타정리가 아니며, 단지 경험적인 관찰에 불과하다. 휴 우딘은 만약 오메가 추측(영어: Ω-conjecture)이 성립한다면 이 현상이 설명된다는 것을 보였다.
무모순성의 전순서는 기수의 크기의 전순서와 대체로 일치하나, 일반적으로 다르다. 예를 들어, 거대 기수(영어: huge cardinal)의 존재는 무모순성 세기에 따라서 초콤팩트 기수(영어: supercompact cardinal)의 존재보다 더 강력하나, 만약 거대 기수와 초콤팩트 기수가 둘 다 존재한다면, 가장 작은 거대 기수는 가장 작은 초콤팩트 기수보다 더 작다.

## 예
증가하는 무모순성 순서로 정렬한, 대표적인 큰 기수 공리들의 목록은 다음과 같다.
- 도달 불가능한 기수
- 말로 기수
- 반사 기수(영어: reflecting cardinal)
- 약콤팩트 기수
- 형언 불가능한 기수(영어: ineffable cardinal)
- 에르되시 기수(영어: Erdős cardinal)
- 램지 기수(영어: Ramsey cardinal)
- 가측 기수
- 강기수(영어: strong cardinal)
- 우딘 기수(영어: Woodin cardinal)
- 초강기수(영어: superstrong cardinal)
- 강콤팩트 기수
- 초콤팩트 기수
- 보펜카 기수(영어: Vopěnka cardinal)
- 공리 I3
- 공리 I2
- 공리 I1
- 공리 I0

## 참고 문헌
- Kanamori, Akihiro (2003). 《The higher infinite: large cardinals in set theory from their beginnings》. Springer Monographs in Mathematics (영어) 2판. Springer-Verlag. doi:10.1007/978-3-540-88867-3. ISBN 978-3-540-88866-6. ISSN 1439-7382. Zbl 1022.03033.
- Kanamori, Akihiro; Magidor, Menachem (1978). 〈The evolution of large cardinal axioms in set theory〉 (PDF).   Müller, Gert H.; Scott, Dana S. 《Higher Set Theory: Proceedings, Oberwolfach, Germany, April 13–23, 1977》. Lecture Notes in Mathematics (영어) 669. Springer-Verlag. 99–275쪽. doi:10.1007/BFb0103104. ISBN 978-3-540-08926-1. ISSN 0075-8434.
- Solovay, Robert M.; Reinhardt, William N.; Kanamori, Akihiro (1978년 2월). “Strong axioms of infinity and elementary embeddings” (PDF). 《Annals of Mathematical Logic》 (영어) 13: 73–116. doi:10.1016/0003-4843(78)90031-1.
- Drake, F. R. (1974). 《Set theory: an introduction to large cardinals》. Studies in Logic and the Foundations of Mathematics (영어) 76. Elsevier. ISBN 0-444-10535-2.
- Maddy, Penelope (1988년 6월). “Believing the axioms I”. 《Journal of Symbolic Logic》 (영어) 53 (2): 481–511. doi:10.2307/2274520. ISSN 0022-4812. JSTOR 2274520. MR 0947855. Zbl 0652.03033.
- Maddy, Penelope (1988년 9월). “Believing the axioms II”. 《Journal of Symbolic Logic》 (영어) 53 (3): 736–764. doi:10.2307/2274569. ISSN 0022-4812. JSTOR 2274569. MR 0960996. Zbl 0656.03034.